# ProTV International
ProTV International är en TV-kanal i Rumänien som startades 29 april 2000.